# Artesia (métro de Los Angeles)
Pour les articles homonymes, voir Artesia.
Artesia est une station du métro de Los Angeles desservie par les rames de la ligne A et située à Compton en Californie.

## Localisation
Station du métro de Los Angeles en surface, Artesia est située sur la ligne A près de l'intersection de Artesia Boulevard et de Alameda Street à Compton, au sud de Los Angeles.

## Histoire
Artesia a été mise en service le 14 juillet 1990 lors de l'ouverture de la ligne A.

## Service

### Accueil

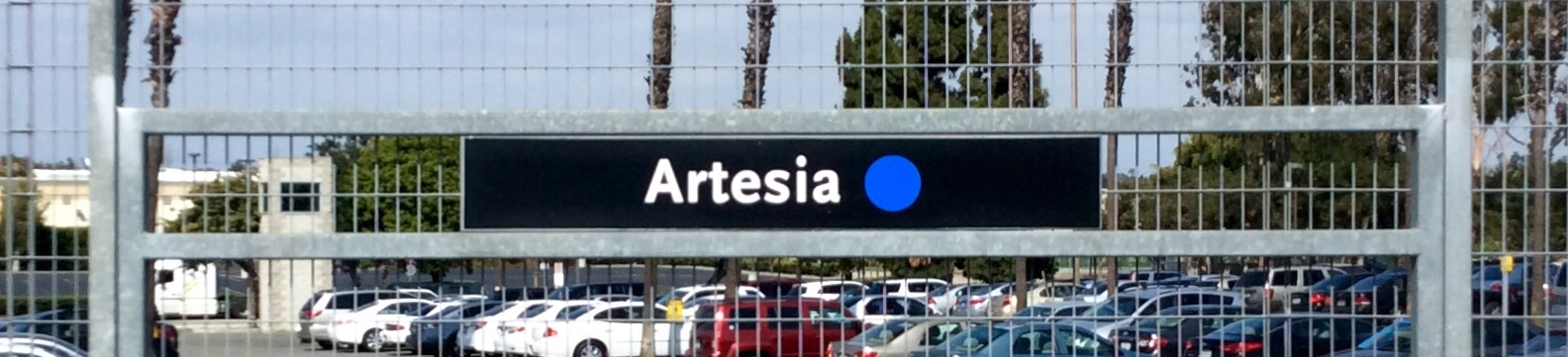
Signalétique.

### Desserte
La station est notamment située à proximité du Compton College (en) et du casino et hôtel Radisson Crystal Park.

### Intermodalité
La station est desservie par les lignes d'autobus 60, 130, 205, 260 et 762 de Metro, la ligne 5 de Compton Renaissance Transit (en), les lignes 51, 52 et 61 de Long Beach Transit (en) et la ligne 6 de Torrance Transit (en).